# Constitucionalismo popular
El constitucionalismo popular es un importante cuerpo de literatura jurídica que ha ido emergiendo en los últimos años y que agrupa a un importante conjunto de juristas. Entre ellos, se encuentran autores como Larry Kramer, Akhil Amar, Jack Balkin, Sanford Levinson, Jeremy Waldron y Mark Tushnet, entre otros.
El constitucionalismo popular se caracteriza por la desconfianza frente al elitismo que, según sus promotores, distingue a la reflexión jurídica contemporánea, a la vez que critica a la obsesiva atención que, en su opinión, se dedica al poder judicial.

## Rasgos característicos
La idea central que sostienen esta corriente jurídica es que el gobierno pertenece al pueblo, y no a los jueces. Basándose en esto, varios autores constitucionalistas populares han enfatizado la distinción que debe realizarse entre la revisión judicial de las leyes (la capacidad del poder judicial de declarar inconstitucional una norma legislativa) de la supremacía judicial (el carácter de "último intérprete" que suelen gozar los jueces en el derecho constitucional). Autores como Larry Kramer en su obra The People Themselves han considerado que esta última atribución ha sido arraigada injustificadamente por el poder judicial desde el caso Marbury contra Madison. Por otro lado, autores como Jeremy Waldron y Mark Tushnet sostienen una postura más radical al respecto, descreyendo de todo tipo de control constitucional por parte de los jueces a tal punto que debe "quitarse la Constitución de las manos de los tribunales". La justificación del jurista neozelandés Waldron radica en lo insensato que considera resolver las divisiones de la sociedad por regla mayoritaria en el poder judicial (es decir resolver los conflictos sustantivos "contando las cabezas" de los jueces en favor de una opinión u otra) y no en el poder legislativo (que en principio es la representación más eficiente de la voz ciudadana en un sistema democrático).